# A magyar jégkorong-válogatott mérkőzései 1999-ben
1999-ben a magyar jégkorong-válogatott, a Dániában megrendezett B. csoportos világbajnokságon vett részt, ahol valamennyi mérkőzését elvesztve a viadal utolsó helyén végzett, ezzel a csapatot 2000-től hátrasorolták a C. csoportba.

## Eredmények
Barátságos mérkőzés
| 547. mérkőzés 1999. március 26. | Magyarország                                                  | 7 – 6                         | Románia                                              | Szeged Nézőszám: 400 Játékvezetők: Oltyán |
| 547. mérkőzés 1999. március 26. | Dobos 5' 28' 50' Tőkési 7' Simon 8' Palkovics 31' Gröschl 52' | (3:1, 2:2, 2:3) (Jegyzőkönyv) | Csata 16' Borsos 24' 57' 59' Nicolescu 40' Gliga 56' | Szeged Nézőszám: 400 Játékvezetők: Oltyán |

Barátságos mérkőzés
| 548. mérkőzés 1999. március 27. | Magyarország                       | 4 – 4                         | Románia                             | Székesfehérvár Nézőszám: 400 Játékvezetők: Árkovics |
| 548. mérkőzés 1999. március 27. | Dobos 2' 23' Sándor 29' Tőkési 48' | (1:1, 2:2, 1:1) (Jegyzőkönyv) | Csata 8' 32' Gliga 36' Moldován 60' | Székesfehérvár Nézőszám: 400 Játékvezetők: Árkovics |

Barátságos mérkőzés
| 549. mérkőzés 1999. április 2. | Lengyelország                                 | 4 – 1                         | Magyarország | Varsó Nézőszám: 500 Játékvezetők: Tomiczak |
| 549. mérkőzés 1999. április 2. | Zabawa 27' Garbocz 36' Malicki 42' Slabon 43' | (0:0, 2:1, 2:0) (Jegyzőkönyv) | Sándor 32'   | Varsó Nézőszám: 500 Játékvezetők: Tomiczak |

Barátságos mérkőzés
| 550. mérkőzés 1999. április 3. | Lengyelország                    | 4 – 3                         | Magyarország                   | Varsó Nézőszám: 500 Játékvezetők: Tomiczak |
| 550. mérkőzés 1999. április 3. | Kwiatkowski Rozanski Laszkiewicz | (2:0, 2:1, 0:2) (Jegyzőkönyv) | Gröschl 26' Orsó 48' Dobos 57' | Varsó Nézőszám: 500 Játékvezetők: Tomiczak |

Világbajnokság B. csoport
| 551. mérkőzés 1999. április 8. 19:00 (CET) | Magyarország        | 2 – 5                         | Németország                                    | Odense Nézőszám: 500 Játékvezetők: S. Bervenski |
| 551. mérkőzés 1999. április 8. 19:00 (CET) | Sándor 3' Simon 49' | (1:1, 0:3, 1:1) (Jegyzőkönyv) | Streu 20' 34' Kathan 26' Rumrich 28' Kunce 48' | Odense Nézőszám: 500 Játékvezetők: S. Bervenski |

Világbajnokság B. csoport
| 552. mérkőzés 1999. április 9. 15:00 (CET) | Észtország                  | 3 – 2           | Magyarország     | Odense Nézőszám: 100 Játékvezetők: Bergman |
| 552. mérkőzés 1999. április 9. 15:00 (CET) | Valiullin Loginov P. Sildre | (1:1, 2:1, 0:0) | Sándor Palkovics | Odense Nézőszám: 100 Játékvezetők: Bergman |

Világbajnokság B. csoport
| 553. mérkőzés 1999. április 11. 19:00 (CET) | Szlovénia                           | 5 – 1           | Magyarország | Roedovre Nézőszám: 100 Játékvezetők: Bergmann |
| 553. mérkőzés 1999. április 11. 19:00 (CET) | J. Vnuk Jan Kontrec Gorenc Razinger | (1:1, 2:0, 2:0) | Ocskay       | Roedovre Nézőszám: 100 Játékvezetők: Bergmann |

Világbajnokság B. csoport
| 554. mérkőzés 1999. április 12. 15:00 (CET) | Kazahsztán                           | 5 – 1           | Magyarország | Odense Nézőszám: 1200 Játékvezetők: Grumsen |
| 554. mérkőzés 1999. április 12. 15:00 (CET) | Pupkov Komiszarov Filatov Gyevjatkin | (2:0, 2:1, 1:0) | Palkovics    | Odense Nézőszám: 1200 Játékvezetők: Grumsen |

Világbajnokság B. csoport
| 555. mérkőzés 1999. április 14. 19:00 (CET) | Magyarország | 1 – 5           | Dánia                           | Roedovre Nézőszám: 4500 Játékvezetők: Dzieciolowski |
| 555. mérkőzés 1999. április 14. 19:00 (CET) | Palkovics    | (0:2, 1:3, 0:0) | Christensen Ehlers Larsen Staal | Roedovre Nézőszám: 4500 Játékvezetők: Dzieciolowski |

Világbajnokság B. csoport
| 556. mérkőzés 1999. április 15. 15:00 (CET) | Magyarország | 2 – 4           | Nagy-Britannia                | Roedovre Nézőszám: 100 Játékvezetők: Pahor |
| 556. mérkőzés 1999. április 15. 15:00 (CET) | Tokaji Simon | (0:3, 2:1, 0:0) | Cooper Conway Thornton Garden | Roedovre Nézőszám: 100 Játékvezetők: Pahor |

Világbajnokság B. csoport
| 557. mérkőzés 1999. április 17. 15:00 (CET) | Lengyelország                           | 6 – 1           | Magyarország | Odense Nézőszám: 100 Játékvezetők: Slapke |
| 557. mérkőzés 1999. április 17. 15:00 (CET) | Kasperczyk Podlipni Malicki Kwiatkowski | (0:0, 2:1, 4:0) | Palkovics    | Odense Nézőszám: 100 Játékvezetők: Slapke |

Barátságos mérkőzés
| 558. mérkőzés 1999. november 13. | Hollandia | 6 – 5           | Magyarország                             | Eindhoven |
| 558. mérkőzés 1999. november 13. |           | (1:1, 2:2, 3:2) | Kangyal Majoross Palkovics Bali Szilassy | Eindhoven |

Barátságos mérkőzés
| 559. mérkőzés 1999. november 14. | Hollandia | 5 – 2           | Magyarország   | Tilburg |
| 559. mérkőzés 1999. november 14. |           | (1:1, 1:0, 3:1) | Ladányi Tokaji | Tilburg |

## Külső hivatkozások
- A Magyar Jégkorong Szövetség hivatalos honlapja